# Chiromantes haematocheir
Chiromantes haematocheir es una especie de cangrejo de la familia Sesarmidae.
El nombre científico de la especie fue descrito válidamente por primera vez en 1833 por Wilhem De Haan.